# Зараново
Зараново — деревня в Кораблинском районе Рязанской области России, входит в состав Пустотинского сельского поселения.

## Географическое положение
Зараново находится в северо-восточной части Кораблинского района, в 19 км к северо-востоку от райцентра.
Ближайшие населённые пункты:

— село Семион в 4 км к западу по грунтовой дороге;

— село Троица примыкает с юга;

— село Курбатово в 2 км к северу по асфальтированной дороге.

## Природа
По восточной окраине деревни Зараново протекает река Ранова. На другом берегу реки находятся два леска: Большие и Маленькие Желудки.
В самой деревне разбито несколько садов и липовая аллея.

## Население
| 2010 |
| ---- |
| 18   |

## История
Деревня Зараново возникла в первой половине XIX века. Это был выселок крестьян из села Пустотино.
Легенды о Евпатии Коловрате
Среди местных жителей ходят легенды о погребальной плите Евпатия Коловрата.
Лежала она близ кладбища, которое было близ дороги. Школьники и другие люди ходившие мимо, использовали плиту как лавочку для отдыха. Многие люди вспоминали необычный старославянский текст, а также начертанную на камне — «Ъ».
В 1978 году местный житель, который хотел сделать из неё порожек, случайно утопил плиту в реке Ранове при переправке с правого на левый берег. Краеведы из Рязани узнавшие об этом, вызвали водолазов и пытались найти реликвию, но ничего не нашли.
Некоторые исследователи считают, что несмотря на находку Евпатий Коловрат захоронен в другом месте, а плиту поставил просвещённый помещик.
В декабре 2005 года в районной газете «Кораблинские вести» появилась статья посвящённая этой теме.

…В один из ноябрьских дней, свернув с пустотинского большака, поплутав между посадками, мы наконец-то оказались у конечной цели нашей поездки. И захватило дух: слева — низина и заливной луг. Справа — бугор ли, курган ли, но самое высокое место окрест. А перед нами, на другой стороне речки Рановы, которая здесь делала большой изгиб, — так называемое пустотинское Зараново. И Виктор Иванович Савин, который там, в Зарнове, и родился, а учился в Троице, и почти 60 лет назад вместе со своей учительницей Марией Егоровной Хохловой приходил сюда на экскурсию, теперь вот что нам рассказывал:
— Подошли мы, обступили эту плиту. Это даже не плита была, а что-то похожее на огромный камень-валун, из базальта, что ли… И размером с легковую машину. Сделали мы из полыни венчики, обмели этот камень, а из буковок грязь повыковыривали. «Знаете, что написано на плите?» — спросила Мария Егоровна. Здесь покоится прах Евпатия Коловрата…".
— А вы-то сами эту надпись читали?

— Видел, но не смог прочитать. Она ж на церковнославянском. Букву, похожую на наш твердый знак, помню… Я в ту пору, третьеклассник, свою «Родную речь»-то толком не знала, а вы мне про надпись…— Ю.В. Харин. Поход к Евпатию Коловрату. Кораблинские вести.

## Инфраструктура
Дорожная сеть
По западной окраине деревни проходит автотрасса муниципального значения «Троица — Курбатово — Юмашево».